# Uleåborgs slott

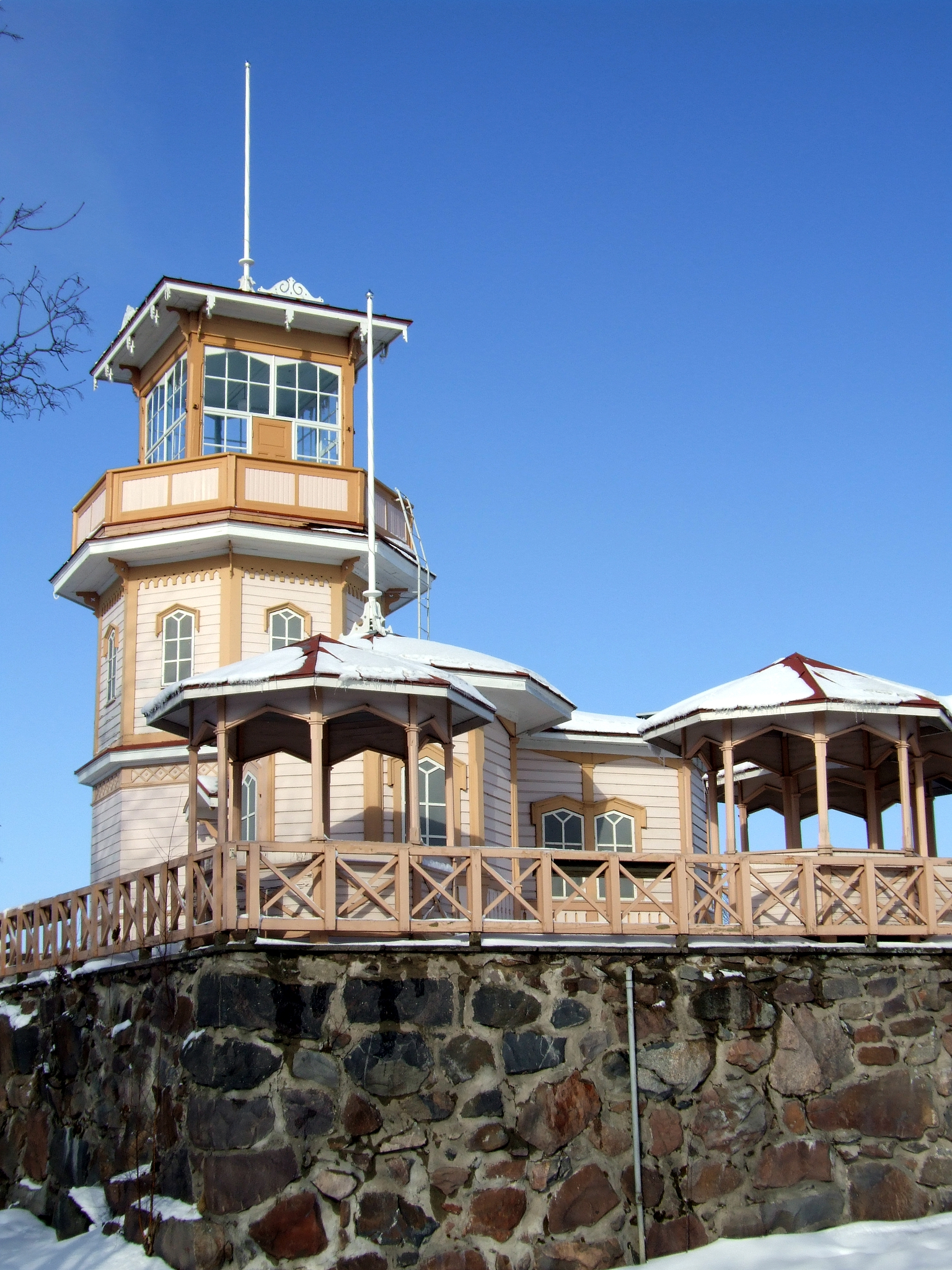
Observatoriet ovanpå slottsruinerna på Slottsholmen 2 april 2006.

Uleåborgs slott (finska: Oulun linna) var ett slott i Uleåborg i norra Österbotten i Finland. Slottet började byggas på befallning av den svenske kungen Johan III år 1590 av arkitekten Peter Bagge, på Slottsholmen i Ule älv. Stadsnamnet Uleåborg syftade ursprungligen på just "borgen i Ule älv". 
Uleåborg ärvdes efter 1651 som län åt friherrarna av Ulaborg, inom ätten Gyllenstierna af Ulaborg.
Slottet förstördes av ett blixtnedslag som orsakade en explosion i ett krutlager med efterföljande brand den 1 augusti 1793. Slottsruinerna är idag en sevärdhet.
Befästningen uppfördes till skydd mot de ryska karelerna, anlades på ruinerna av ett äldre fäste, måhända detsamma, mot vilket en hop novgoroder gjorde ett anfall 1377 och vilket benämndes Oula. Under klubbekriget (1596-1597) spelade befästningen en viss roll samt uppfördes i början av 1600-talet, på Karl IX:s befallning, delvis ånyo av sten.
Slottet bildade i det närmaste en fyrkant med höga torn av trä i varje hörn. Södra långsidan utgjordes av en 34 meter lång, 4 meter hög och 0,7 meter tjock stenmur. Även östra sidan skyddades av en stenmur, något högre och tjockare. På övriga sidor fanns träförskansningar. Utanför östra, norra och västra förskansningarna gick slottsgraven, som mynnade ut i och kunde fyllas med vatten från älven. Innanför befästningarna var slottets byggnader uppförda, dels av gråsten, dels av tegel eller trävirke. Slottet erhöll aldrig något bloddop. Det användes huvudsakligen som tyghus och förvaringsplats för krigsförnödenheter samt tjänstgjorde en tid även såsom landshövdingsbostad för landshövdingen över Österbotten. Sedan det 1670 skadats av vådeld, användes det mest som fängelse. År 1714 togs det utan motstånd i besittning av ryssarna, vilka förstörde verken. Dess övriga byggnader undergick fullständig förintelse när blixten natten till 1 augusti 1793 antände ett i slottets källare förvarat betydligt krut- och ammunitionsupplag.
På Uleåborgs slotts ruiner uppfördes 1873 ett observatorium efter ritningar av arkitekten Wolmar Westling.